# Ochropleura separata
Ochropleura separata là một loài bướm đêm trong họ Noctuidae.